# Tlazolteotl

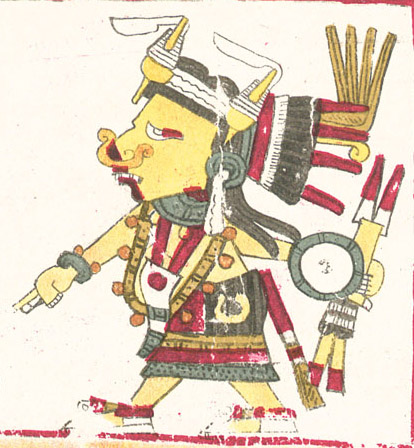
Een afbeelding van Tlazoteotl uit het manuscript Codex Borgia

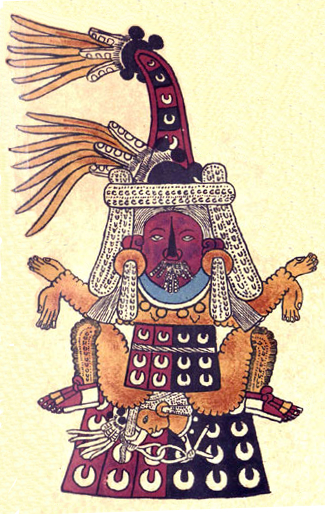
Tlazolteotl bevalt van Cinteotl.

Tlazolteotl (Tlacolteotl) komt uit de Azteekse mythologie en is een Meso-Amerikaanse godin van schoonmaken, Temazcal (zweetruimte), vroedvrouwen, vuiligheid en de patrones van overspel. In Nahuatl kan het woord tlazolli refereren aan ondeugd en ziekte. Daarom was Tlazolteotl de godin van vuiligheid (zonde), ondeugd en seksuele misdaden. Echter, ze was ook een zuiverheidsgodin, die de zonde en ziektes vergaf van hen die zich misdragen hadden, met name seksueel. Haar dubbele natuur is te zien in haar andere benamingen: Tlaelquani ('Zij die de vuiligheid (zonde) eet) en Tlazolmiquiztli ('Die de dood veroorzaakt door lust'), en Ixcuina of Ixcuinan ('Zij met twee gezichten'). Onder de naam van Ixcuinan werd gedacht dat zij meervoudig in aantal was en vier zusters van verschillende leeftijden had met de namen Tiacapan (De eerst geborene), Teicu (De jongere zus), Tlaco (De middelste zus) and Xocotzin (De jongste zus).
Haar zoon was Centeotl en ze was ook wel bekend als Toci. Ze is de beslisser van de 13e trecena van het heilige 260-dagen jaar.

## Azteekse religie
Tlazolteotl is van origine waarschijnlijk een Huasteekse godin, afgeleid uit de Gulfkust. Er waren twee schrikgodinen waarvan gedacht werd dat ze beslisten over bekentenissen; Tezcatlipoca, omdat gedacht werd dat ze onzichtbaar en alom vertegenwoordigd was en alles zag, Tlazolteotl, de godin van onwettelijke liefde. Er werd gezegd dat als men iets opbiechtte aan haar, alles werd getoond. De biecht aan Tlazolteotl werd gedaan via een priester. Maar anders dan binnen het christendom gebeurde dit eenmaal in iemands zijn leven.
Het was Tlazolteotl die inspireerde tot slechte wensen, die vergaf en die de ziel schoonde van de zonde. Er werd ook gedacht dat ze ziektes verspreidde en dan met name seksueel overdraagbare ziektes. Er wordt gezegd dat Tlazolteotl en haar compagnons iemand een ziekte gaven als deze toegaf aan verboden liefde. De viezigheid werd zowel gezien als iets fysieks en moreels en kon gereinigd worden met een stoombad, een schoonmaakritueel of door Tlazolteteo op te roepen (De godin van de liefde en verlangen).

## Andere namen
- Ixcuiname
- Toci

## Notities
1. 1 2  Miller & Taube, p.168
2. ↑  Soustelle, p.104,199
3. 1 2  Sahagun, Florentine codex book 1, p. 23
4. 1 2  Soustelle, p.199
5. 1 2  Soustelle, p.193